# Ritratto di Lunia Czechowska (Modigliani San Paolo)
Ritratto di Lunia Czechowska è un dipinto a olio su tela (80 x52 cm) realizzato nel 1918 dal pittore italiano Amedeo Modigliani.
Si trova al museo dell'arte di San Paolo in Brasile.
La donna raffigurata, prima di essere identificata come Lunia Czechowska, un'amica di Léopold Zborowski, si credeva che fosse Madame Hanka Zborowska.